# جيمس د. سوان
جيمس د. سوان (بالإنجليزية: James D. Swan)‏ هو شخصية أعمال وفلاح وسياسي أمريكي، ولد في 20 فبراير 1903، وتوفي في 25 يونيو 1977. حزبياً، نشط في الحزب الجمهوري. وقد انتخب عضو مجلس ولاية ويسكونسن.